# Silke Lichtenhagen
Silke Lichtenhagen, nemška atletinja, * 20. november 1973, Leverkusen, Zahodna Nemčija.
Nastopila je na poletnih olimpijskih igrah leta 1996, ko se je uvrstila v četrtfinale teka na 100 m. Na svetovnih prvenstvih je osvojila bronasto medaljo v štafeti 4x100 m leta 1995, na evropskih prvenstvih pa naslov prvakinje v isti disciplini leta 1994.